# Vignoux-sous-les-Aix
Vignoux-sous-les-Aix település Franciaországban, Cher megyében. Lakosainak száma 707 fő (2022. január 1.). Vignoux-sous-les-Aix Menetou-Salon, Pigny, Quantilly, Saint-Georges-sur-Moulon, Saint-Michel-de-Volangis és Soulangis községekkel határos.

## Népesség
A település népessége az elmúlt években az alábbi módon változott:
| Lakosok száma | 255  | 418  | 624  | 700  | 709  | 706  | 719  | 717  | 715  | 707  |
|               | 1968 | 1982 | 1990 | 2006 | 2013 | 2015 | 2017 | 2019 | 2020 | 2022 |